# Operace Ochranné ostří
Operace Ochranné ostří (hebrejsky מִבְצָע צוּק אֵיתָן‎ Mivca' Cuk Ejtan, doslova Operace Pevná skála, anglicky Operation Protective Edge) byla ofenzivní operace Izraelských obranných sil (IOS) vůči Pásmu Gazy ovládanému islamistickým hnutím Hamás, která byla zahájena 8. července 2014 po zostření situace mezi Izraelem a Hamásem. Ukončena byla stažením izraelských jednotek 26. srpna 2014.
Operace začala týden po nalezení tří mrtvých těl unesených a zavražděných izraelských mladíků na Západním břehu Jordánu, z jejichž vraždy Izrael obvinil dva členy hnutí Hamás navzdory tomu, že představitelé hnutí Hamás svou účast popřeli, ale připustili, že se tak mohlo stát bez vědomí politického křídla hnutí. Při následné odvetné operaci Bratrův ochránce na potlačení buněk a infrastruktury Hamásu bylo zabito šest palestinských příslušníků Hamásu a dalších 600 osob bylo zatčeno.
Dne 2. července, den po pohřbu unesených mladíků, byl unesen šestnáctiletý palestinský mladík Muhammad abú Chudajr a byl upálen zaživa. Dne 6. července Šabak dopadl šest podezřelých z vraždy ve věku 16–25 let, kteří pocházejí všichni z ortodoxních židovských rodin. Již během Chudajrova pohřbu se maskovaní Palestinci střetli s izraelskými policisty, nepokoje se dále rozrostly do celého východního Jeruzaléma, na jih Izraele a do mnoha arabských vesnic po celé zemi. Izraelský premiér Netanjahu vraždu palestinského mladíka odsoudil a vrahy označil za "židovské teroristy". Kromě Muhammada abú Chudajra se navíc ve východním Jeruzalémě od 4. července pátrá po zmizelém palestinském chlapci.
V téže době vzplanulo vzájemné raketové ostřelování mezi Izraelem a Pásmem Gazy a to navzdory nabídce příměří zprostředkovaného egyptskou rozvědkou. V pondělí 7. července bylo na Beerševu, Aškelon, Ašdod, Nes Cijonu (ležící asi 20 km od Ben Gurionova letiště) a mnohá další města vypáleno podle údajů IOS přibližně 80 raket. K útoku se přiznalo hnutí Hamás. Během noci na 8. července pokračovalo ostřelování izraelských měst z Pásma Gazy. Během dalšího dne na Izrael vyletělo více než 154 raket, z nichž Železná kopule zneškodnila 29 raket. Několik raket dokonce zasáhlo město Chaderu ležící asi 50 kilometrů severně od Tel Avivu. Izraelská armáda také potlačila několik pokusů Palestinců infiltrovat jih Izraele. Operace Ochranné ostří oficiálně začala v úterý 8. července 2014 v 1:30 hodin.
Tiskový mluvčí prezidenta Státu Palestina Mahmúda Abbáse odsoudil izraelský útok na Pásmo Gazy a označil ho za vyhlášení války Palestincům, zároveň označil izraelský útok za otevřený masakr, proti kterému se mohou Palestinci bránit všemi legitimními prostředky. Mluvčí Izraelských obranných sil (IOS) v první informaci o zahájení akcí napsal doslova: IOS zahájila operaci Ochranné ostří v Gaze proti Hamásu k zastavení každodenního teroru vůči izraelským občanům.
Operace Ochranné ostří je nejkrvavějším palestinsko-izraelským střetnutím od Druhé intifády a zároveň dosud nejdelší izraelskou vojenskou akcí v pásmu Gazy (operace Lité olovo na přelomu let 2008 a 2009 probíhala tři týdny a stála život 1300 Palestinců a 13 Izraelců).

## Vývoj před konfliktem
Po ukončení izraelsko-palestinského konfliktu známého jako Pilíř obrany zprostředkované Egyptem došlo ke zklidnění situace, ale sporadické vzájemné útoky pokračovaly i nadále. Z porušení podmínek příměří se navzájem obviňovaly Izrael i Hamás. Přesto ale Izrael konstatoval, že v roce 2013 došlo k prudkému poklesu útoků proti Izraeli ze strany Palestinců oproti roku 2012. Za rok 2013 bylo proti Izraeli vystřeleno 63 raket a vedeno 36 různých jiných útoků s výsledkem 1 mrtvý a 5 zraněných. Podle palestinského Centra pro lidská práva (PCHR) byly ze strany Izraele proti pásmu Gazy vedeny letecké a raketové útoky a útoky pěchotními zbraněmi. Výsledkem bylo 11 mrtvých a 81 zraněných.
Od prosince 2012 do července 2014 Hamás proti Izraeli rakety neodpaloval a zároveň se snažil k témuž přinutit i ostatní ostatní palestinské skupiny. Tato snaha byla úspěšná: izraelský premiér Netanjahu uvedl v březnu 2014, že raketová střelba byla v uplynulém roce nejnižší za deset let. Navzdory této skutečnosti trvaly i nadále restrikce Izraele proti pásmu Gazy: snížil se dovoz, vývoz byl zablokován a méně obyvatel Gazy dostalo výjezdní povolení do Izraele a na Západní břeh. Po objevení palestinského tunelu vedoucího do Izraele Izrael zablokoval dovoz stavebního materiálu.
Podle izraelského ministerstva zahraničí došlo během prvních pěti měsíců roku 2014 k 85 raketovým útokům proti Izraeli. Většina útoků byla provedena poté, co Izrael zabil tři příslušníky Islámského džihádu zapojené do odpalování raket.
Poté, co 23. dubna 2014 podepsal Hamás dohodu o usmíření s druhou hlavní palestinskou frakcí Fatahem a 2. června 2014 složila svůj slib nová palestinská Vláda národní jednoty, oznámil Izrael, že s touto vládou neuzavře žádné mírové dohody, bude proti ní prosazovat represivní opatření a vyzval mezinárodní společenství, aby tuto vládu odmítlo, neboť toto usmíření je jen posílením terorismu. Usmířením se si podle Netanjahua Abbás vybral klid s Hamásem před mírem s Izraelem. Ke spolupráci s novou palestinskou vládou jsou naopak připraveny jak OSN a Evropská unie, tak i USA, Čína či Rusko. Izrael naproti tomu, jako odpověď na novou palestinskou vládu, vypsal výběrové řízení na výstavbu 1500 nových sídelních jednotek na Západním břehu Jordánu a ve východním Jeruzalémě.

## Mezinárodní reakce
Ministerstvo zahraničních věcí České republiky, ve svém prohlášení ze dne 29.7.2014, vyjádřilo hluboké znepokojení s dosavadním vývojem situace v pásmu Gazy a vyzvalo všechny zúčastněné strany, aby bezodkladně přistoupily k jednání o příměří. Dále MZV ČR apeluje na hnutí Hamás a další ozbrojené skupiny v pásmu Gazy, aby s okamžitou platností ukončily raketové útoky vůči Izraeli a izraelským občanům, eskalaci násilí a zneužívání civilní populace Gazy jako lidských štítů. MZV ČR respektuje právo Izraele na přiměřenou sebeobranu.

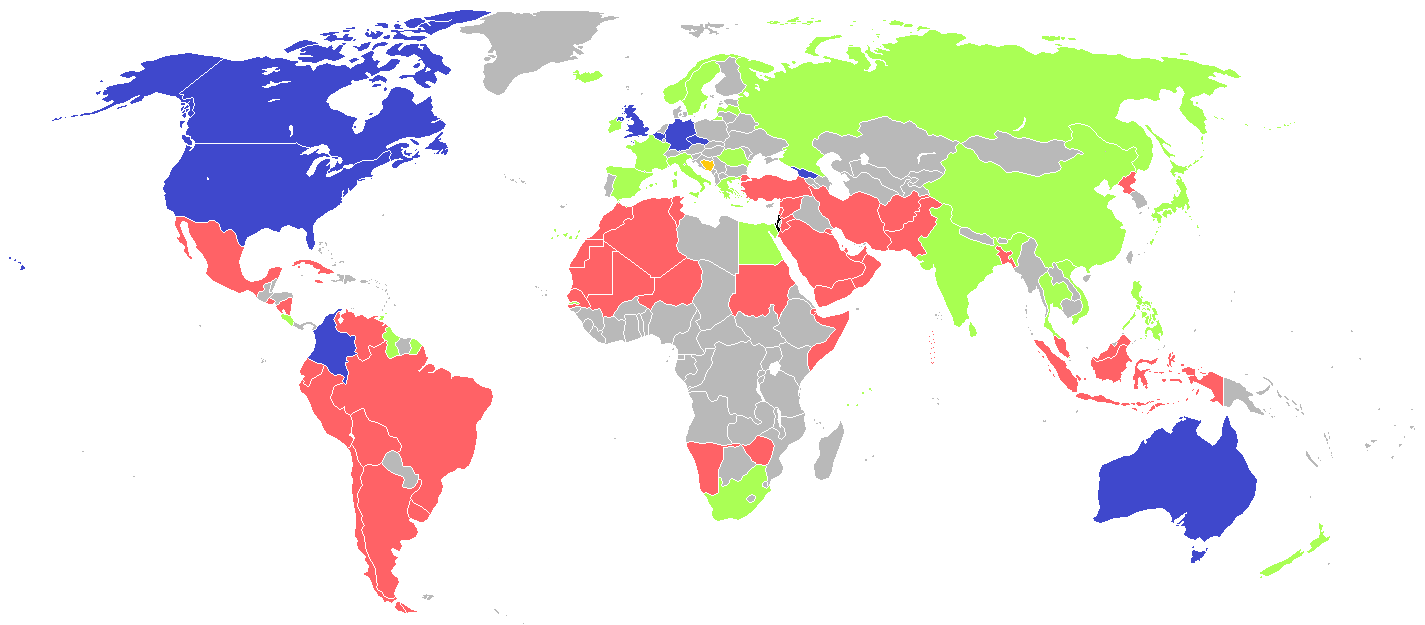
Tato mapa ukazuje na mezinárodní reakce na Operaci Ochranné ostří:
Izrael a Pásmo Gazy
Země podporující izraelskou pozici a/nebo odsouzení raketových útoků Hamasu
Země, které odsoudily nebo vyjádřily znepokojení nad akcemi obou stran
Země, které odsoudily nebo vyjádřily obavy z akcí Izraele
Země se smíšenými oficiálními pozicemi